# Brenda Benet
Brenda Benet (Hollywood, California, 14 de agosto de 1945 - Los Ángeles, California, 7 de abril de 1982) fue una actriz estadounidense de cine, teatro y televisión.

## Biografía
Benet nació en Hollywood, California y más tarde su familia se mudó a South Gate. Siempre había querido ser artista y tomó lecciones de danza a muy temprana edad. Su madre pagó estas lecciones tomando trabajos de limpieza y costura. Luego estudió en la Universidad de California de Los Ángeles (UCLA), especializándose en idiomas, llegando a hablar francés, italiano y griego. Estudió con el Ballet de San Francisco, participando en varias obras de la Ópera Cívica Ligera de Los Ángeles. Tocaba el piano, la flauta y el violín.
Sus primeros papeles fueron en televisión en el año 1964, en las series Shindig! y en The Young Marrieds. Con el tiempo se convirtió en una actriz muy solicitada para papeles en series de televisión en horario estelar en los años 1960 y 1970, incluyendo I Dream of Jeannie, Mannix, My Three Sons, Hogan's Heroes, Love, American Style y  The Courtship of Eddie's Father. También es recordado un importante papel que tuvo en la película Walking Tall en 1973.
Aunque muchos de los personajes que retrató parecían ser dulces o seductores, su papel más aclamado por el público fue el de la villana intrigante "Lee Dumonde" en la serie diurna Days of our Lives, papel que interpretó desde 1979 hasta su muerte en 1982.

### Filmografía
- 1965: Beach Ball ............ Samantha
- 1965: Harum Scarum ................. Esmeralda
- 1967: Track of Thunder ............. Shelly Newman
- 1972: Wednesday Night Out
- 1973: Walking Tall .............. Luan Paxton
- 1973: The Horror at 37,000 Feet ............. Sally

### Televisión
- 1964: Wendy and Me'' ............... Shamir
- 1965: McHale's Navy ............... Karema
- 1965–1966:	The Young Marrieds ...............	Jill McComb
- 1966: The Girl from U.N.C.L.E.'............. Gizelle
- 1966: Daniel Boone ........... Princesa de las flores
- 1966–1970: My Three Sons .............. Elyse/Maureen
- 1967: The Iron Horse ............ Kitty Clayborne
- 1967: The Green Hornet .......... Chica
- 1967: I Dream of Jeannie
- 1968–1969: It Takes a Thief ........... Nicole/Angela Peters
- 1968 –1970: Hogan's Heroes .............. Janine Robinet/Marie Bizet
- 1969: The High Chaparral ...................Anita de Santiago y Amistad
- 1969: To Rome With Love ................. Tina
- 1969: The F.B.I. ............... Azafata
- 1969: Where the Heart Is .............. Sally Moore
- 1969 – 1972: Love, American Style
- 1970: Death Valley Days ............. Chela
- 1970 : Paris 700
- 1971: The Most Deadly Game ............. Mindy
- 1971: The Courtship of Eddie's Father .............	Brenda
- 1971: The Virginian ..............	Susan Masters
- 1971–1975 : Mannix ............... Ellen Parrish/ Edie
- 1972: Search ........... Carol Lesko
- 1973: The Magician ............... Joanna Marsh/Osborne
- 1977: The Love Boat ............. Maureen Mitchell
- 1978: Wonder Woman .......... Morgana
- 1978: La isla de la fantasía ............. Ginny Winthrop
- 1979: Carter Country ..........	Natalya
- 1979 – 1982: Days of Our Lives ..............	Lee DuMonde Carmichael Williams
- 1980: The Incredible Hulk ............ Annie Caplan
- 1982: Father Murphy ............ Rachel Hansen

## Vida privada
Su primer matrimonio fue con  Paul Petersen que trabajó como agente en The Donna Reed Show en 1967. En 1969, se separó de Petersen para irse con el actor Bill Bixby con quien se casó en 1971. La pareja tuvo un hijo, Christopher, en 1974, y luego se divorció en 1980. Después del divorcio y hasta su muerte, Benet mantenía una relación con Tammy Bruce, quien tenía entonces 17 años y ella 34. 
Benet experimentó una serie de retos personales y profesionales después de su divorcio con Bixby. Su papel en Days of our Lives se hizo extremadamente impopular en los medios; ya que el personaje de Benet estaba rompiendo una de las parejas más populares de la serie, la de Doug y Julie, y los fanes estaban indignados. En el libro Like Sands through the Hourglass, la actriz Susan Seaforth Hayes, quien interpretó a Julie, recordó conflictos entre ella y Benet que intensificaron en la historia.

## Suicidio
Brenda Benet se suicidó al dispararse con un arma de fuego el 7 de abril de 1982. Según relatos, no pudo superar la muerte de su hijo Christopher ocurrida en 1981, producto de una repentina epiglotitis aguda que se manifestó durante unas vacaciones de esquí, entrando en un paro cardíaco después de que los médicos le practicaran una traqueotomía. La actriz quedó devastada y se hundió en una depresión severa de la que no pudo salir. En sus últimas horas entró en el baño de su casa en West, Los Ángeles, encendió algunas velas dispuestas en un círculo en el suelo, se tendió en el centro, colocó su revólver calibre 38 en la boca y apretó el gatillo. Murió en el acto. Tenía 36 años.
Tiempo después en su libro The Death of Right and Wrong, Tammy Bruce explicó su relación y últimos días con la actriz. Benet se suicidó en una casa que había compartido previamente con Bruce, quien decidió mudarse dos semanas antes del suicidio. En el día de su muerte, Bruce pensó que ambas se reunirían para el almuerzo pero cuando llegó ella estaba encerrada en el interior del baño. Bruce sintió que algo andaba mal y fue a buscar ayuda. Después de que ella saliera, Benet se pegó un tiro. El libro Soap Opera Babilonia dijo que ella estaba implicada realmente con una coestrella masculina en Days of Our Lives y que terminaron justo antes de suicidarse.